# Битва при Халдигхати
Битва при Халдигхати — сражение, произошедшее 18 июня 1576 года между войсками Мевара во главе с Махараной Пратапом и войсками Великих Моголов во главе с Ман Сингхом I из Амбера. Моголы одержали победу на следующий день после того, как нанесли значительные потери войскам Мевара, хотя им не удалось захватить Пратапа, который неохотно отступил, убежденный своими командирами.
Осада Читторгарха в 1568 году привела к потере моголами плодородной восточной части Мевара. Однако остальная часть лесисто-холмистого царства все ещё находилась под контролем клана Сисодия. Акбар намеревался обеспечить стабильный путь в Гуджарат через Мевар; когда Пратап Сингх был коронован королем (рана) в 1572 году, Акбар отправил несколько послов, убеждая Рану стать вассалом, как и многие другие раджпутские лидеры в регионе. Однако Пратап отказался заключить договор, который привел к битве.
Местом сражения был узкий горный перевал в Халдигхати близ Гогунды в Раджастане. Источники расходятся в оценке численности соответствующих армий, но пришли к выводу, что моголы превосходили силы Мевара в четыре раза к одному. Несмотря на первоначальные успехи меварцев, ситуация постепенно повернулась против них, и Пратап оказался ранен, а день потерян. Несколько его людей под командованием Джала Ман Сингха прикрывали его отступление в арьергарде, поскольку моголы выиграли битву.
Несмотря на поражение при Халдигхати, Пратап продолжал сопротивление Моголам в ходе партизанских войн и к моменту своей смерти вернул себе большую часть королевства своих предков.

## Предыстория
После своего восшествия на престол могольский император Акбар неуклонно налаживал свои отношения с большинством раджпутских государств, за исключением Мевара, признанного ведущим государством Раджастхана. Рана Мевара, который также был главой выдающегося клана Сисодия, отказался подчиниться Моголам. Это привело к осаде Читторгарха в 1568 году, во время правления Удай Сингха II, закончившейся потерей значительной площади плодородной территории в восточной части Мевара. Когда Рана Пратап сменил своего отца на троне Мевара, Акбар направил к нему ряд дипломатических посольств, умоляя короля раджпутов стать его вассалом. Помимо своего желания решить эту давнюю проблему, Акбар хотел, чтобы лесистая и холмистая местность Мевара была под его контролем, чтобы обеспечить линии связи с Гуджаратом.
Первым эмиссаром был Джалал Хан Курчи, любимый слуга Акбара, который потерпел неудачу в своей миссии. Затем Акбар послал Ман Сингха из Амбера, раджпута из клана Качхва, чье состояние резко возросло при Моголах. Но ему тоже не удалось убедить Пратапу. Раджа Бхагвант Дас был третьим избранником Акбара, который также не смог уговорить Пратапа заключить договор. Согласно версии Абу Фадля, Пратап был достаточно склонен к тому, чтобы надеть одежду, подаренную Акбаром, и послал своего маленького сына Амара Сингха ко двору Великих Моголов. Однако, этот рассказ Абу-ль-Фадля является преувеличением, поскольку он не подтверждается даже современными персидскими хрониками, этот рассказ не упоминается Абд аль-Кадиром Бадаюни и Низамуддином Ахмадом в их работах. Далее, в Тузк-и-Джахангири, Джахангир, заявил, что старший сын короля Мевара никогда не посещал двор Великих Моголов до договора, заключенного в 1615 году. Последний эмиссар, Тодар Мал, был отправлен в Мевар без какого-либо благоприятного исхода. Поскольку дипломатия потерпела неудачу, война была неизбежна.

## Прелюдия
Рана Пратап, который был в безопасности в скальной крепости Кумбхалгарх, основал свою базу в городе Гогунда недалеко от Удайпура. Император Акбар направил Мана Сингха, на битву с наследственными противниками своего клана, Сисодия из Мевара. Ман Сингх основал свою базу в Мандалгархе, где он мобилизовал свою армию и отправился в Гогунду. Примерно в 14 милях (23 км) к северу от Гогунды находилась деревня Хамнор, отделенная от Гогунды отрогом хребта Аравалли, получившим название «Халдигхати» из-за его скал, которые при измельчении образовывали ярко-желтый песок, напоминающий порошок куркумы (халди). Рана, который был осведомлен о передвижениях Ман Сингха, занял позицию у входа в перевал Халдигати, ожидая Ман Сингха и его войска. Битва началась через три часа после восхода солнца 18 июня 1576 года.

## Численность армии
Традиция мевари гласит, что силы раны Пратапа насчитывали 20 000 человек, которые были противопоставлены 80-тысячной армии Ман Сингха. Хотя Джадунатх Саркар согласен с соотношением этих цифр, он считает их столь же преувеличенными, как и популярную историю о Четаке, коне раны Пратапа, прыгнувшем на боевого слона Ман Сингха. Джадунат Саркар оценивает армию Великих Моголов в 10 000 человек. По оценкам Сатиша Чандры, армия Ман Сингха состояла из 5 000-10 000 человек, и в эту цифру входили как моголы, так и раджпуты.
По словам Аль Бадаюни, который был свидетелем битвы, армия Раны насчитывала в своих рядах 3000 всадников и около 400 бхилских лучников во главе с Раной Панджей, вождем раджпутов Панарвы. Пехота не упоминается. По оценкам, силы Ман Сингха насчитывали около 10 000 человек. Из них 4000 были членами его собственного клана, Качхва из Джайпура, 1000 были другими индуистскими резервистами, а 5000 были мусульманами из императорской армии Великих Моголов.
У обеих сторон были боевые слоны, но у раджпутов не было огнестрельного оружия. Моголы не использовали колесную артиллерию или тяжелые боеприпасы, но использовали довольно много мушкетов.

## Формирование армии
Авангардом Раны Пратапа численностью около 800 человек командовал Хаким Хан Сур со своими афганцами, Бхим Сингх из Додии и Рамдас Ратхор (сын Джаймала, который защищал Читтор). Правое крыло насчитывало около 500 человек и возглавлялось Рамшахом Томаром, бывшим правителем Гвалиора, и тремя его сыновьями, которых сопровождали министр Бхама Шах и его брат Тараканд. По оценкам, левое крыло выставило 400 воинов, включая Бида Джала и его соплеменников из Джалы. Пратап верхом на коне вел в центр около 1300 солдат. Барды, священники и другие гражданские лица также были частью формирования и принимали участие в боевых действиях. Бхильские лучники прикрывали тыл.
Моголы разместили на передовой отряд из 85 стрелков во главе с Саидом Хашимом из Бархи. За ними последовал авангард, в который входили раджпуты Качхва во главе с Джаганнатхом, и центральноазиатские моголы во главе с Бахши Али Асаф ханом. Следующим шел значительный передовой резерв во главе с Мадхо Сингхом Качхвой, за которым следовал сам Ман Сингх с центром. Левым крылом моголов командовали мулла Кази-хан (позже известный как Гази-хан) из Бадахшана и Рао Лонкарн из Самбхара, в него входили шейхзады из Фатехпур-Сикри, родственники Салима Чисти. Самый сильный компонент имперских сил был размещен на центральном правом фланге, который состоял из сайидов Бархи. Наконец, арьергард под командованием Михтар-хана находился значительно позади основной армии.

## Битва
Атака раны Пратапа привела к крушению флангов и центра армии Великих Моголов. Абуль Фазл говорит, что армия Великих Моголов была вынуждена отступить в начальной фазе битвы, однако вскоре они сплотились возле места под названием Рати-Талай (позже названного Ракт-Талай). Абуль Фазл также говорит, что это место было недалеко от Хамнора, в то время как Бадаюни говорит, что последняя битва произошла при Гогунде. Армия Мевара последовала за моголами и атаковала их левое и правое крыло, фронт Моголов прорвался, но резервы смогли удержать атаку, пока Ман Сингх лично не повел имперский арьергард в бой. за ним последовал Михтар-хан, который начал бить в барабаны и распространять слухи о прибытии подкрепления армии императора. Это подняло боевой дух армии Великих Моголов и повернуло ход сражения в их пользу, а также привело в уныние измученных солдат армии Раны. Солдаты Мевари начали массово дезертировать, узнав о прибытии подкрепления, а дворяне Мевара, обнаружив, что день потерян, убедили Рану покинуть поле боя, который уже был ранен. Вождь Джала по имени Ман Сингх занял место Раны и надел некоторые из его королевских эмблем, по которым моголы ошибочно принимали его за Рана. Ман Сингх Джхала в конечном итоге был убит, однако его храбрый поступок дал ране достаточно времени, чтобы безопасно отступить.

## Потери
Существуют разные сведения о потерях в битве.
- Согласно Джадунату Саркару, современные мевари источники насчитали 46 % от общей численности, или примерно 1600 человек, среди потерь[16].
- Согласно Абуль Фазлу и Низамуддину Ахмеду, 150 моголов встретили свой конец, ещё 350 получили ранения, в то время как армия Мевара потеряла 500 человек.
- Бадаюни говорит, что в битве было убито 500 человек, из которых 120 были мусульманами[17].
- Более поздние хронисты Раджастхани увеличили потери до 20 000 человек, чтобы подчеркнуть масштаб битвы[17].

С обеих сторон были раджпутские солдаты. На одном из этапов ожесточенной борьбы Бадаюни спросил Асаф-хана, как отличить дружественных раджпутов от вражеских. Асаф хан ответил: «Стреляйте в кого хотите, на чьей бы стороне они ни были убиты, это принесет пользу исламу» . К. С. Лал привел этот пример, чтобы оценить, что индуистские солдаты в большом количестве погибали за своих мусульманских правителей в средневековой Индии.

## Последствия
Ране Пратапу удалось совершить успешный побег, но битва не смогла выйти из тупика между двумя державами. Впоследствии Акбар возглавил продолжительную кампанию против раны, и вскоре Гоганда, Удайпур и Кумбхалгарх оказались под его контролем. Моголы оказывали давление на союзников раны и других вождей раджпутов, и он медленно, но верно оказывался как в географической, так и в политической изоляции. После 1585 года внимание Моголов сместилось на другие части империи, что позволило Пратапу Сингху восстановить большую часть своего королевства предков, о чём свидетельствуют эпиграфические свидетельства того времени, которые включали все 36 форпостов Мевара, кроме Читтора и Мандалгарха, которые продолжают оставаться под властью Моголов.

## Современность
В кавья-повествовании о битве биография Ман Сингха, написанная Амритом Раем, утверждает поражение Раны Пратапа.
По словам индийского историка Сатиша Чандры, битва при Халдигхати была, в лучшем случае, «утверждением принципа местной независимости» в регионе, склонном к междоусобным войнам. Честь, безусловно, была затронута; но это была честь Махараны Пратапа, а не раджпутской или индуистской чести.
Индуистских националистов в постколониальной Индии обвиняли в попытке присвоить наследие раны Пратапа в рамках своих усилий по продвижению своего видения индийской культуры, образа жизни и распространению отрицательного прочтения, в котором он выиграл битву. Большинство историков, включая Д. Н. Джа, Тануджа Котхиял и Рима Худжа, отвергают эти попытки как неисторические.